# Automatiktekniker
En automatiktekniker er en faglært person, der arbejder med vedligeholdelse af automatiske maskiner. Uddannelsen hertil er en erhvervsuddannelse, der varer i alt 4 år. Uddannelsen kan påbegyndes lige efter Folkeskolens Afgangsprøve. Uddannelsen hed før 2006 automatikfagtekniker og tidligere automatikmekaniker.
Uddannelsen hører under automatik- og procesuddannelsen, hvor man kan vælge 2 forløb:
- Automatiktekniker (4 år)
- Elektrotekniker (4 år)

De 2 uddannelser starter begge med et introduktionsforløb af 20 ugers varighed på en af landets tekniske skoler, omend de også kan startes i mesterlære, hvorved de 20 ugers grundforløb erstattes af en læreperiode hos en mester af omkring et års varighed, idet perioden dog kan være kortere eller længere, afhængigt af en personlig vurdering.
Efter introduktionsforløbet foregår resten af automatikteknikeruddannelsen i lære hos en mester i den virksomhed, der fungerer som læreplads, og hvor man arbejder som automatikteknikerlærling. Undervejs er der i alt 5 skoleophold på hhv. 10, 10, 10, 8 og 2 uger på teknisk skole. Uddannelsen afsluttes med en svendeprøve, og hvis denne bestås, modtager den færdiguddannede sit svendebrev som udlært automatiktekniker.
Som automatiktekniker får man et grundigt kendskab til installation og vedligehold af automatiske anlæg.

## Videreuddannelsesmuligheder
- Automationsteknolog